# August 1985
Portal Geschichte | Portal Biografien | Aktuelle Ereignisse | Jahreskalender | Tagesartikel

◄ |
19. Jahrhundert |
20. Jahrhundert
| 21. Jahrhundert

◄ |
1950er |
1960er |
1970er |
1980er
| 1990er | 2000er | 2010er | ►

◄ |
1981 |
1982 |
1983 |
1984 |
1985
| 1986 | 1987 | 1988 | 1989 | ►

◄ |
Mai 1985 |
Juni 1985 |
Juli 1985 |
August 1985 |
September 1985 |
Oktober 1985 |
November 1985 |
►
Dieser Artikel behandelt aktuelle Nachrichten und Ereignisse im August 1985.

## Tagesgeschehen

### Freitag, 2. August 1985

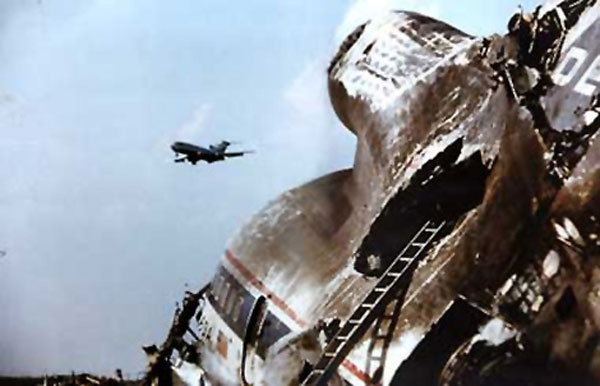
Die zerbrochene Lockheed L-1011 in Fort Worth

- Fort Worth/Vereinigte Staaten: Ein Flugzeug vom Typ Lockheed L-1011 auf dem Flug 191 der Delta Airlines von Fort Lauderdale nach Los Angeles wird beim Anflug auf den Flughafen Dallas/Fort Worth zu einem planmäßigen Zwischenstopp von einer Fallbö erfasst, gerät außer Kontrolle und zerbricht am Boden. Bei dem Unfall sterben 137 Menschen.[1]

### Samstag, 10. August 1985

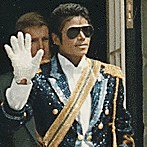
Michael Jackson

- Los Angeles/Vereinigte Staaten: Der Pop-Sänger Michael Jackson erwirbt von dem gebürtigen Südafrikaner Robert Holmes a Court für circa 45 Millionen US-Dollar den Verlag ATV Music und gelangt damit auch in den Besitz der Rechte-Verwertung der Werke der vor 15 Jahren aufgelösten Band The Beatles aus dem Vereinigten Königreich.[2]

### Montag, 12. August 1985
- Gunma/Japan: Ein Flugzeug vom Typ Boeing 747 der Fluggesellschaft Japan Airlines mit 524 Insassen verliert auf dem Flug von Tokio nach Osaka ein Seitenleitwerk, der Vorfall bedingt, dass die Mannschaft die Gewalt über die Maschine verliert, allein die Steuerung über Triebwerkschub ist ihr noch möglich. Im Gebirge der Präfektur Gunma stürzt das Flugzeug ab. Wenige Stunden später legen sich die ersten Rettungskräfte beim Überfliegen der Absturzstelle darauf fest, dass niemand überleben konnte.[3][4]

### Mittwoch, 14. August 1985
- Accomarca/Peru: In dem Dorf Accomarca in der Region Ayacucho richten Angehörige der Streitkräfte des Landes 30 Frauen, 23 Kinder und 16 Männer hin. Der ursprüngliche Auftrag der Soldaten lautete, Mitglieder der politischen Partei und Guerilla-Organisation Leuchtender Pfad ausfindig zu machen und festzusetzen.[5]

### Donnerstag, 15. August 1985
- Durban/Südafrika: In einer weltweit im Rundfunk übertragenen Rede vor Parteimitgliedern gibt Präsident Pieter Willem Botha keine neuen Impulse für die Überwindung der wirtschaftlichen und sozialen Schieflage der Republik. Eine der wenigen Konzessionen an seine Kritiker ist, dass er allen Einwohnern seines die Rassentrennung strikt praktizierenden Landes eine einheitliche südafrikanische Staatsbürgerschaft verleihen möchte.[6]
- Stuttgart/Deutschland: Das Regierungspräsidium unter Manfred Bulling beschuldigt auf einer Pressekonferenz das Unternehmen Birkel Teigwaren GmbH, bei der Herstellung seiner Produkte „verunreinigte“ Eier zu verwenden.[7]
- Tokio/Japan: Am 40. Jahrestag der Rede des Kaisers Hirohito zur Beendigung des Pazifikkriegs besucht Premierminister Nakasone Yasuhiro von der Liberaldemokratischen Partei (LDP) als erster Regierungschef seit Ende des Zweiten Weltkriegs in einem offiziellen Akt den Yasukuni-Schrein, der u. a. japanischen Kriegsverbrechern gewidmet ist. Vor zehn Jahren besuchte auch Premierminister Miki Takeo (LDP) den Schrein, und nach ihm zwei seiner Nachfolger, allerdings jeweils nicht offiziell.[8]

### Montag, 19. August 1985
- Marienborn/Deutschland: Der Regierungsdirektor des Bundesamts für Verfassungsschutz (BfV) der Bundesrepublik Deutschland Hansjoachim Tiedge beantragt nach dem Verlassen eines Interzonenzugs politisches Asyl in der DDR. Er war beim BfV in Köln für die Spionageabwehr verantwortlich. Die Gründe für den Übertritt sind persönlicher Natur.[9]

### Dienstag, 20. August 1985
- Iran/Israel: Im Auftrag der Vereinigten Staaten beginnen die israelischen Streitkräfte mit dem Transport von 96 Panzerabwehrlenkwaffen des Typs BGM-71 TOW in den Iran, welcher sie als Unterstützung im Krieg gegen den Irak erhält.[10]
- Jalandhar/Indien: In Scherpur im Bundesstaat Punjab ermorden vier militante Mitglieder der Sikh-Religion, die das Ziel eines unabhängigen Punjab-Staates verfolgen, den Politiker Harchand Singh Longowal (Höchste Partei Gottes), der in den letzten Monaten große Fortschritte bei der Herstellung einer stärkeren Autonomie Punjabs innerhalb der Grenzen Indiens erzielte.[11]
- Jerusalem/Israel: Das Parlament stimmt für die Annahme der Freihandelsvereinbarung zwischen Israel und den Vereinigten Staaten. Das Repräsentantenhaus und der Senat der Vereinigten Staaten stimmten dem Abkommen bereits im Mai zu.[12]
- Uschgorod/Sowjetunion: In der Ukrainischen SSR wird der Vorsitzende der Ukrainischen Helsinki-Gruppe (UHG) Josip Terelia wegen „antisowjetischer Agitation und Propaganda“ zu sieben Jahren Arbeitslager und fünf Jahren Exil verurteilt. Die UHG verfolgte das Ziel, in der Sowjetunion die Einhaltung der 1973 getroffenen Vereinbarungen der Konferenz über Sicherheit und Zusammenarbeit in Europa zu überwachen und Menschenrechtsverletzungen anzusprechen. Sie ist inzwischen zerschlagen.[13]

### Sonntag, 25. August 1985
- Barentu, Tesseney/Athiopien, Kassala/Sudan: Im Eritreischen Unabhängigkeitskrieg nehmen die Äthiopischen Streitkräfte die Ortschaften Barentu und Tesseney in der Provinz Eritrea ein. Die Orte befanden sich seit Juli dieses Jahres beziehungsweise seit Januar 1984 unter Kontrolle der Eritreischen Volksbefreiungsfront (EPLF) und spielten eine wichtige Rolle für den Rückzug der EPLF in den Sudan. Außerdem sperren die Äthiopischen Streitkräfte bei Kassala die Straße in den Sudan.[14][15]

### Dienstag, 27. August 1985
- Lagos/Nigeria: Der Armee-Oberbefehlshaber Ibrahim Babangida führt mit Unterstützung der ihm treuen Teile des Militärs einen erfolgreichen, unblutigen Putsch gegen Diktator Muhammadu Buhari durch, der 1983 ebenfalls durch einen Militärputsch in die Position des nigerianischen Staatsoberhaupts gelangte.[16][17]

### Donnerstag, 29. August 1985
- Karlsruhe/Deutschland: Ein 32-Jähriger begibt sich in einem gestohlenen Fahrzeug auf eine Amokfahrt vom Stadtteil Grünwettersbach nach Hohenwettersbach. In 45 Minuten tötet und verletzt er wahllos Passanten und lässt sich danach ohne Gegenwehr festnehmen. Fünf Personen sterben und weitere vier bleiben schwerverletzt zurück.[18]

## Weblinks

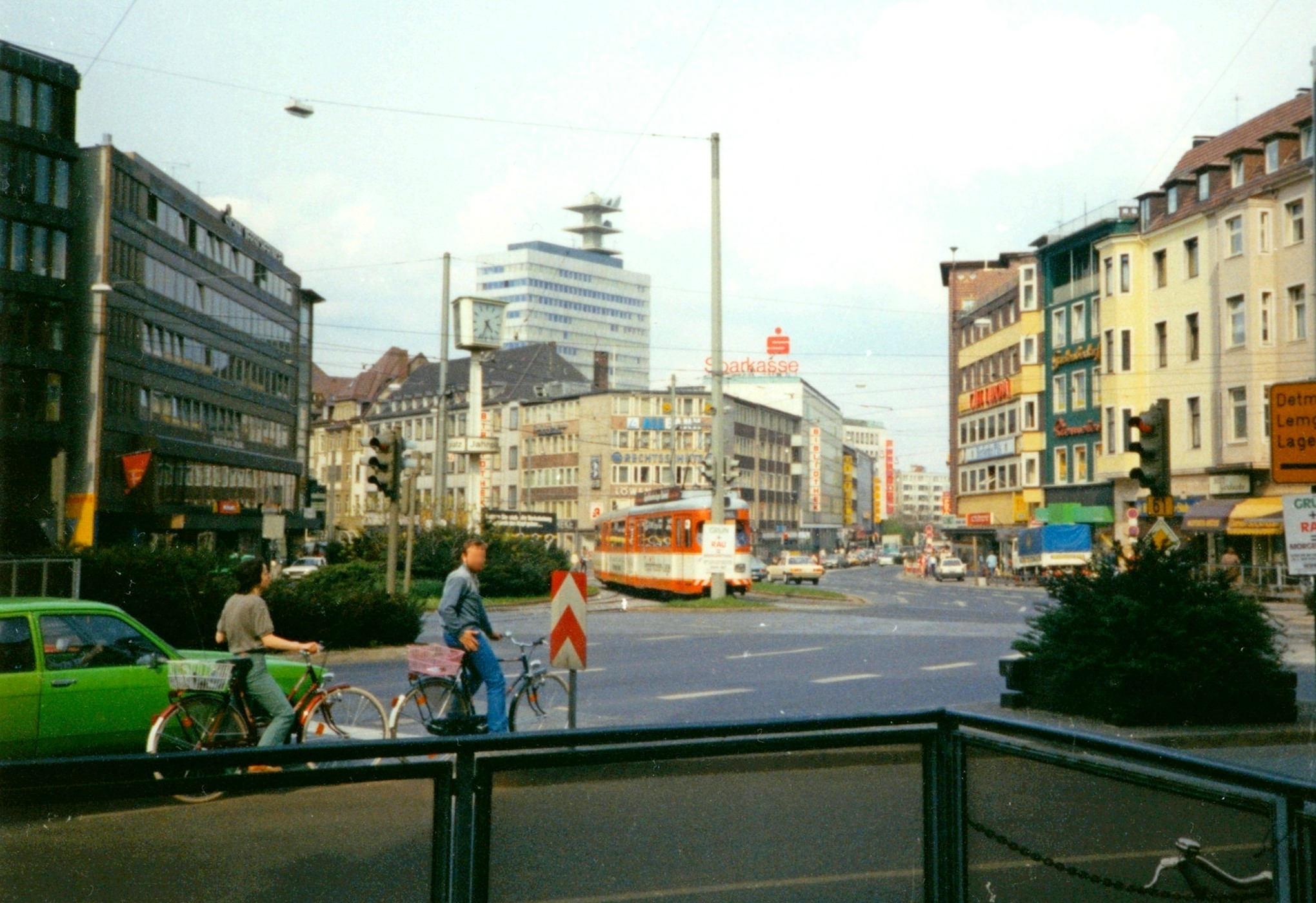
Nordrhein-Westfalen im August 1985

### Freitag, 30. August 1985
- Äthiopien: Die vor zehn Monaten angelaufenen internationalen Nahrungsmittel-Lieferungen zur Linderung der Hungersnot in Äthiopien erreichen inzwischen fünf Millionen der acht Millionen Einwohner des ostafrikanischen Landes. Die Behörde der Vereinigten Staaten für internationale Entwicklung beobachtet einen signifikanten Rückgang von Mangelernährungssymptomen wie Aszites. Problematisch bleibe die Situation in den Provinzen Eritrea und Tigray, wo Kampfhandlungen im Äthiopischen Bürgerkrieg eine ausreichende humanitäre Hilfe unmöglich machen.[19]